# Srednje Jarše
Srednje Jarše – wieś w Słowenii, w gminie Domžale. W 2018 roku liczyła 796 mieszkańców.